# Tyler, the Creator
Tajler Gregori Okonma poznat pod svojim umetničkim imenom Tyler, the Creator je američki reper, tekstopisac, muzički producent i modni dizajner., prvi put se proslavio kao osnivač i lider alternativne hip-hop grupe Odd Future, za koju je pisao i izvodio gotovo sve pesme. Tajler je napravio sve ilustracije za izdanja grupe, takođe je napravio svu odeću za grupu. Kao solo umetnik, Tajler je objavio jedan mikstejp i šest studijska albuma, često sam rukovodeći celom produkcijom.
Posle velikog učešća u ranom radu grupe Odd Future , Tajler je 2009. izbacio svoj prvi mikstejp Bastard. Nakon toga, 2011. je pod XL Recordings izdavačkom kućom izdao album Goblin, a zatim potpisao ugovor za sebe i svoju grupu sa  i . Svoj drugi studijski album Wolf izdao je 2013., album se uglavnom susreo sa pozitivnim kritikama, a bio je 3. mesto na američkom Billboard 200 sa 90 000 prodatih primeraka u prvoj nedelji od svog izlaska. Njegov treći album Cherry Bomb izbačen je 2015., a dostigao je 4. mesto na bilbordu 200, Cherry Bomb dobio je uglavnom pozitivna mišljenja muzičkih kritičara, ali je kod fanova stav bio podeljen. 2017. izbacio je svoj četvrti album Flower Boy, koji je dostigao veliko priznanje, bio je 2. na američkom bilbordu 200, a nominovan je za najbolji rep album na 60. godišnjim Gremi nagradama.
Godine 2011. Započeo je svoj modni brend Golf Wang a 2012. počeo je da održava sopstveni muzički festival .
Godine 2019. izbacio je svoj peti album IGOR, koji je pobednik za najbolji album Rap kategorije Grammy 2020. IGOR je album koji obuhvata saradnje sa PLAYBOI CARTI, Solange, Lil Uzi Vert, Kanye West,...
Godine 2021. Izbacuje svoj šesti album (takođe najnoviji) CALL ME IF YOU GET LOST, koji je impresirao stare fanove. Album ima materijale albuma WOLF i albuma Flower Boy, to je zadivilo stare fanove.

## Nagrade i nominacije
| Godina | Organizacija | Nagrada | Rezultat  |
| ------ | ------------ | ------- | --------- |
| 2011   |              |         | Nominovan |
| 2011   |              |         | Osvojio   |
| 2011   |              |         | Nominovan |
| 2011   |              |         | Osvojio   |
| 2011   |              |         | Osvojio   |
| 2013   |              |         | Nominovan |
| 2014   |              |         | Nominovan |
| 2014   |              |         | Nominovan |
| 2015   |              |         | Nominovan |
| 2018   |              |         | Nominovan |